# Jim Sheridan
Pour les articles homonymes, voir Sheridan.
Jim Sheridan, né le 6 février 1949 à Dublin en Irlande, est un réalisateur, acteur, producteur et scénariste de cinéma irlandais.

## Biographie

### Carrière
Adolescent, Jim Sheridan évolue dans une petite troupe théâtrale fondée par son père. Après des études d'anglais et de philosophie à l'University College de Dublin, il passe son temps au théâtre, assurant la direction artistique du Projects Arts Centre de Dublin de 1976 à 1980, puis dirigeant l'Irish Arts Center cinq ans durant.
En 1989, il entame une filmographie fortement ancrée dans l'histoire de son pays. My Left Foot, qui relate la vie du peintre et écrivain paralytique Christy Brown, impose le comédien Daniel Day-Lewis et injecte un sang neuf au cinéma irlandais. Le film est notamment récompensé aux Oscars (nomination dans les catégories « meilleur film », « meilleur réalisateur » et « meilleur scénario », Oscar du meilleur acteur pour Daniel Day-Lewis et Oscar de la meilleure actrice dans un second rôle pour Brenda Fricker). Un an plus tard, Sheridan réalise The Field, drame traitant du combat d'un fermier, incarné par Richard Harris, face à des promoteurs immobiliers.
Jim Sheridan, qui officie en tant que scénariste sur tous ses films, retrouve Daniel Day-Lewis en 1993 pour Au nom du père, drame inspiré du procès à scandale des Quatre de Guildford (Guildford Four). Il poursuit sa collaboration avec l'acteur en 1997 avec The Boxer, histoire tragique d'un boxeur déchu sur fond de conflit irlandais.
Producteur de la plupart de ses films, mais également pour d'autres (Agnes Browne d'Anjelica Huston, Bloody Sunday de Paul Greengrass), Jim Sheridan fait, en 1998, une petite apparition en tant qu'acteur dans Le Général de John Boorman. En 2003, il met en scène son cinquième long-métrage, le drame In America.
Avec Curtis '50 Cent' Jackson comme acteur principal, il tourne le film Réussir ou mourir en 2004, biopic s'inspirant de la vie du rappeur. C'est Bono, le chanteur de U2, qui favorise la rencontre entre les deux. Deux ans après, le réalisateur réunit Tobey Maguire, Jake Gyllenhaal et Natalie Portman pour jouer dans le drame Brothers. Le film présente les rapports complexes entre deux frères très différents, ainsi que le traumatisme vécu par l'un d'entre eux après son engagement en Afghanistan.
En 2010, il s'attaque à la réalisation du thriller Dream House avec Daniel Craig, Naomi Watts et Rachel Weisz. Il s'agit d'une première pour le réalisateur, qui n'avait encore jamais tourné de thriller d'épouvante.

### Vie privée
Jim Sheridan est le père de l'actrice Amira Clodagh Cherie Sheridan, qu'il a eue avec sa partenaire la réalisatrice marocaine Zahara Moufid. Il est aussi le père de trois filles, Naomi, Kristen et Tess Sheridan, qu'il a eues avec sa défunte épouse Fran Sheridan.

## Filmographie

### Comme réalisateur
- 1989 : My Left Foot
- 1990 : The Field
- 1994 : Au nom du père (In the Name of the Father)
- 1998 : The Boxer
- 2003 : In America
- 2006 : Réussir ou mourir (Get Rich or Die Tryin')
- 2009 : Brothers
- 2011 : Dream House
- 2016 : Le Testament caché (The Secret Scripture)
- 2016 : 11th Hour (court-métrage)
- 2021 : Murder at the Cottage : The Search For Justice For Sophie

### Comme scénariste
- 1989 : My Left Foot de Jim Sheridan
- 1990 : The Field de Jim Sheridan
- 1994 : Le Cheval venu de la mer de Mike Newell
- 1994 : Au nom du père de Jim Sheridan
- 1996 : Some Mother's Son de Terry George
- 1998 : The Boxer de Jim Sheridan
- 2003 : In America de Jim Sheridan
- 2016 : Le Testament caché (The Secret Scripture) de Jim Sheridan
- 2021 : Murder at the Cottage : The Search For Justice For Sophie de Jim Sheridan

### Comme acteur
- 1998 : Moll Flanders, ou les mémoires d'une courtisane de Pen Densham
- 1998 : Le Général de John Boorman
- 2005 : Le Pont du roi Saint-Louis de Mary McGuckian
- 2021 : Murder at the Cottage : The Search For Justice For Sophie de Jim Sheridan

### Comme producteur
- 1994 : Au nom du père de Jim Sheridan
- 1996 : Some Mother's Son de Terry George
- 1998 : The Boxer de Jim Sheridan
- 1999 : Agnes Browne de Anjelica Huston
- 2002 : Bloody Sunday de Paul Greengrass
- 2003 : In America de Jim Sheridan
- 2006 : Réussir ou mourir de Jim Sheridan
- 2016 : Le Testament caché (The Secret Scripture) de Jim Sheridan
- 2018 :  Shelter Me  de Zahara Moufid
- 2021 : Murder at the Cottage : The Search For Justice For Sophie de Jim Sheridan

## Récompenses et distinctions

### Récompenses
- Berlinale :
  - Ours d'or pour Au nom du père en 1994[2]

### Sélections
- Berlinale :
  - En compétition pour l'Ours d'or avec The Boxer en 1998[3]
- BAFTA :
  - Prix du meilleur film et prix du meilleur scénario adapté pour My Left Foot en 1990[4]
  - Prix du meilleur scénario adapté pour Au nom du père en 1994[5]